# Diploperla
Diploperla is een geslacht van steenvliegen uit de familie Perlodidae. De wetenschappelijke naam van het geslacht is voor het eerst geldig gepubliceerd in 1925 door Needham & Claassen.

## Soorten
Diploperla omvat de volgende soorten:
- Diploperla duplicata (Banks, 1920)
- Diploperla kanawholensis Kirchner & Kondratieff, 1984
- Diploperla morgani Kondratieff & Voshell, 1979
- Diploperla robusta Stark & Gaufin, 1974